# 奧尊鄉

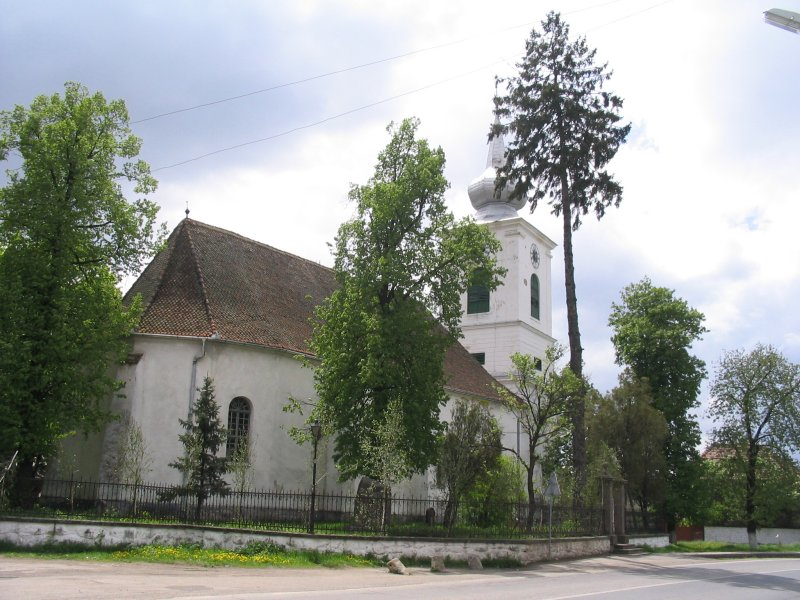

45°48′0″N 25°51′0″E / 45.80000°N 25.85000°E
奧尊鄉（羅馬尼亞語：Comuna Ozun, Covasna），是羅馬尼亞的鄉份，位於該國中部，由科瓦斯納縣負責管轄，處於布加勒斯特以北150公里，每年平均降雨量1,131毫米，海拔高度526米，2007年人口4,599。